# Orden de la Casa de Orange
La Orden de la Casa de Orange (en neerlandés: Huisorde van Oranje), a veces denominada Orden de la Casa de Orange-Nassau, es una orden dinástica de la Casa de Orange-Nassau, la familia real de los Países Bajos, similar a la Real Orden Victoriana del Reino Unido. La orden fue instituida por la reina Guillermina de los Países Bajos el 19 de marzo de 1905 y no está sujeta a responsabilidad o influencia ministerial, sino que se otorga a discreción exclusiva del monarca holandés.

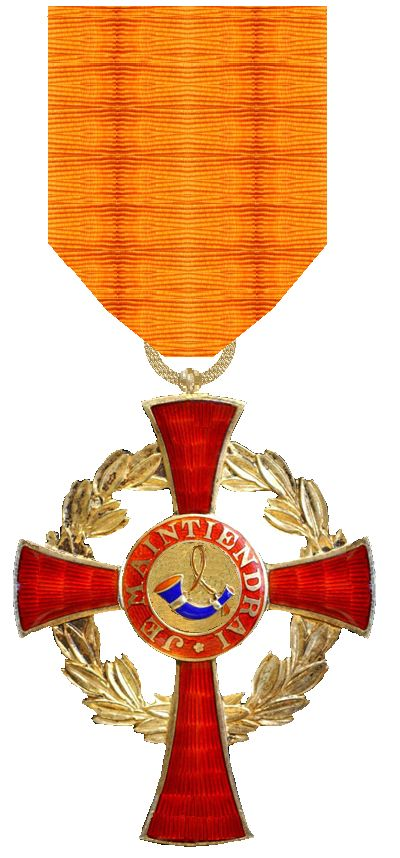
Medalla de la Orden de la Casa de Orange

## Historia

### Creación
En 1905, la reina Guillermina sintió la necesidad de crear una Orden de la Casa porque la Orden de la Corona de Roble del Gran Ducado de Luxemburgo, utilizada por su padre y su abuelo para recompensar a los súbditos holandeses, ya no estaba disponible para ella, ya que la sucesión al trono de Luxemburgo estaba dirigida por el tratado de la Casa de Nassau de una manera comparable a la Ley Sálica dentro de su constitución en 1890.

#### Organización entre 1905-1969
La Orden de la Casa de Orange tenía una nomenclatura muy compleja , con 18 clases y medallas diferentes:
- Gran Cruz
- Gran oficial
- Comandante
- Oficial
- Caballero
- Caballero de 2ª clase (desde 1908)
- La Medalla de Oro de las Artes y las Ciencias (de rango igual al de Gran Oficial y muy rara)
- Medalla de Oro a la Iniciativa y al Ingenio (desde 1917, con rango equivalente al de Gran Oficial y muy poco frecuente)
- Medalla de Plata de las Artes y las Ciencias (igual en rango a un Oficial y poco común)
- Medalla de Plata a la Iniciativa y al Ingenio (desde 1917, con rango equivalente al de Oficial y poco común)
- Dama de honor
- Cruz dorada al mérito
- Cruz de Plata al Mérito
- Medalla de honor dorada
- Medalla de Plata de Honor
- Medalla de honor de bronce
- Medalla por salvar vidas de peligros mortales (desde 1910)
- Medalla de Bronce de las Artes y las Ciencias (igual en rango a un caballero y poco común)

El número no indica un rango dentro de la Orden. La Dama de Honor no era ni inferior ni superior a otro grado; sin embargo, el rango más alto era la Gran Cruz. Las insignias varían considerablemente entre estas condecoraciones; sin embargo, todas comparten la misma cinta naranja, que simboliza la Casa de Orange.
Entre 1905 y 1969 se otorgaron más de 3.200 condecoraciones, principalmente a dignatarios de la Corte, a la casa de la Reina y a médicos y abogados que podían elegir entre enviar una factura por sus servicios o una condecoración en la Orden de la Cámara.

### Reorganización de la Orden en 1969
Por decreto judicial del 30 de noviembre de 1969, la reina Juliana decidió reorganizar la Orden para adecuarla al espíritu cada vez más igualitario de la sociedad holandesa. Como resultado, la Orden se divide actualmente en cuatro grupos semiindependientes:
- La orden de la casa
- La Orden de la Lealtad y el Mérito
- Medallas honorarias
  - Medalla honoraria de las artes y las ciencias
  - Medalla honoraria a la iniciativa y al ingenio
- La Orden de la Corona

| Orden de la Casa (Cruz Honoraria) | Orden de la Lealtad y el Mérito (Cruz de Oro) | Orden de la Corona (Cruz Honoraria) |
| --------------------------------- | --------------------------------------------- | ----------------------------------- |
|                                   |                                               |                                     |
| Cinta de Barra                    |                                               |                                     |
|                                   |                                               |                                     |

## Orden actualmente
Según los estatutos de la Orden de la Casa, esta Orden se concede a los holandeses (en los Países Bajos y en el extranjero) «que hayan prestado servicios especiales al Rey o a su Casa». En la actualidad, la Orden de la Casa tiene cuatro grados:
- Gran Cruz (Grootkruis): gran cruz esmaltada en oro que se lleva en una faja sobre el hombro derecho + una estrella de 8 puntas en el pecho izquierdo;
- Gran Cruz Honoraria (Groot Erekruis): gran cruz esmaltada en oro que se usa en un collar;
- Cruz Honoraria (Erekruis): cruz más pequeña esmaltada en oro que se lleva en una cinta sobre el pecho izquierdo.
- Cruz de Caballero (Ridderkruis): cruz pequeña de plata que se lleva en una cinta sobre el pecho izquierdo.

Las condecoraciones son las mismas que las de las anteriores Grandes Cruces, Comendadores, Caballeros de 1.ª Clase y Caballeros de 2.ª Clase de la Orden de la Casa de Orange, tal como existía hasta 1969 (aunque la barra de cinta de la Cruz Honoraria actual parece la misma que la del antiguo 'Oficial').
La Cruz Honoraria es el grado más alto con el que los holandeses pueden ser admitidos directamente en la orden, con la excepción de los miembros de la Familia Real, que pueden ser admitidos en la orden con un rango superior. Sin embargo, alguien puede ser promovido a un rango superior por «méritos especiales» continuos después de haber sido condecorado con esta orden; esto también requiere un decreto del Rey. La promoción dentro de la orden es gradual, por lo que deben haber transcurrido al menos tres años desde la admisión inicial en la orden (art. 6 párrafo 2 de los Estatutos). En 2023, se introdujo un cuarto grado de la Orden de la Casa de Orange, llamado «Cruz de Caballero» (comparable a un Caballero de 2.ª clase tal como existía hasta 1969). Esta condecoración normalmente está destinada a personas fuera del personal de la corte, pero también puede otorgarse a personas dentro de la Corte. Este nuevo grado es el siguiente en rango a la «Cruz Honoraria».